# Marta Lenartowicz
Marta Maria Lenartowicz (ur. 29 listopada 1977 w Mielcu) – doktor nauk humanistycznych w zakresie nauk o zarządzaniu, wykładowca na Wolnym Uniwersytecie w Brukseli (VUB). Zajmuje się kognitywistyką, filozofią umysłu, filozofią społeczną i socjocybernetyką.

## Życiorys
Studiowała na Uniwersytecie Jagiellońskim, najpierw filologię (mgr), a następnie zarządzanie humanistyczne (dr). W pracy magisterskiej pod kierunkiem prof. Jolanta Antas zajęła się filozoficznym rozumieniem języka, a w szczególności pragmatycznojęzykowym ujęciem koncepcji gry językowej Ludwiga Wittgensteina. W pracy doktorskiej, której promotorką była prof. Grażyna Prawelska-Skrzypek, dokonała reinterpretacji teorii systemów społecznych Niklasa Luhmanna przedstawiając komunikacyjne ujęcie procesów które wytwarzają, utrwalają i konserwują systemy społeczne (na przykładzie uniwersytetów).
W czasie studiów magisterskich pełniła funkcję redaktor naczelnej studenckiego miesięcznika WUJ, zaś w czasie pracy nad doktoratem opracowała koncepcję i założyła pozawydziałową Wszechnicę Uniwersytetu Jagiellońskiego. Kierując Wszechnicą UJ uruchomiła m.in. polską wersję szkoły coachingu opartej na metodzie Miltona Ericksona, zainicjowała program wspierania młodych talentów pn. „Poławiacze Pereł” (koordynowany przez Izabelę Podpłomyk-Antoszek i inspirowany przez Andrzeja Rysia) oraz program edukacyjnego patronażu instytucjonalnego pn. „Szkoły Jagiellońskie”. Jednocześnie odbyła kurs terapii systemowej i wraz z Witoldem Reichhartem założyła szkołę metod konsultingu organizacyjnego „Advisio”, w której niektóre metody terapii rodzin (np. metoda pytań cyrkularnych) zostały przekształcone na narzędzia interwencji systemowej w dużych organizacjach.
W 2014 roku przeprowadziła się do Belgii, gdzie dwa lata spędziła w Brugii a od 2017 roku mieszka w Leuven. W latach 2016–2018 odbyła staż podoktorski pod kierunkiem prof. Francisa Heylighena w grupie badawczej „Evolution, Complexity and Cogntion” na Wolnym Uniwersytecie w Brukseli (VUB) oraz pełniła funkcję dyrektora zarządzającego „Global Brain Institute”.
W 2018 roku opracowała i zainicjowała autorski program edukacyjno-badawczy „School of Thinking”, którym kierowała na Wolnym Uniwersytecie w Brukseli (VUB) w latach 2018-2021.

## Główne publikacje
- Lenartowicz. M. (2012). Koncepcja gry językowej Wittgensteina w świetle badań współczesnego językoznawstwa, Universitas.
- Lenartowicz, M. (2015). The nature of the university. Higher Education, 69(6), 947-961.
- Lenartowicz, M. (2016). Natura oporu: Uniwersytet jako samowytwarzający się system społeczny, Poznań: CSPP UAM.
- Lenartowicz, M. (2017). Creatures of the semiosphere: A problematic third party in the ‘humans plus technology’ cognitive architecture of the future global superintelligence. Technological Forecasting and Social Change, 114, 35-42.
- Lenartowicz, M., Weinbaum, D., Heylighen, F., Kingsbury, K., & Harmsen, T. (2018). The Human Takeover: A Call for a Venture into an Existential Opportunity. Information, 9(5), 113.
- Lenartowicz, M., Weinbaum, D. (2022). The Practice of Thinking: Cultivating the Extraordinary, Academia Press.

## Nagrody
- 2008–2011. ‘Doctus’, stypendium doktoranckie Małopolskiego Centrum Przedsiębiorczości.
- 2014. Najlepsza rozprawa doktorska na Wydziale Zarządzania i Komunikacji Społecznej UJ.